# جنبش حقوق تراجنسیتی‌ها

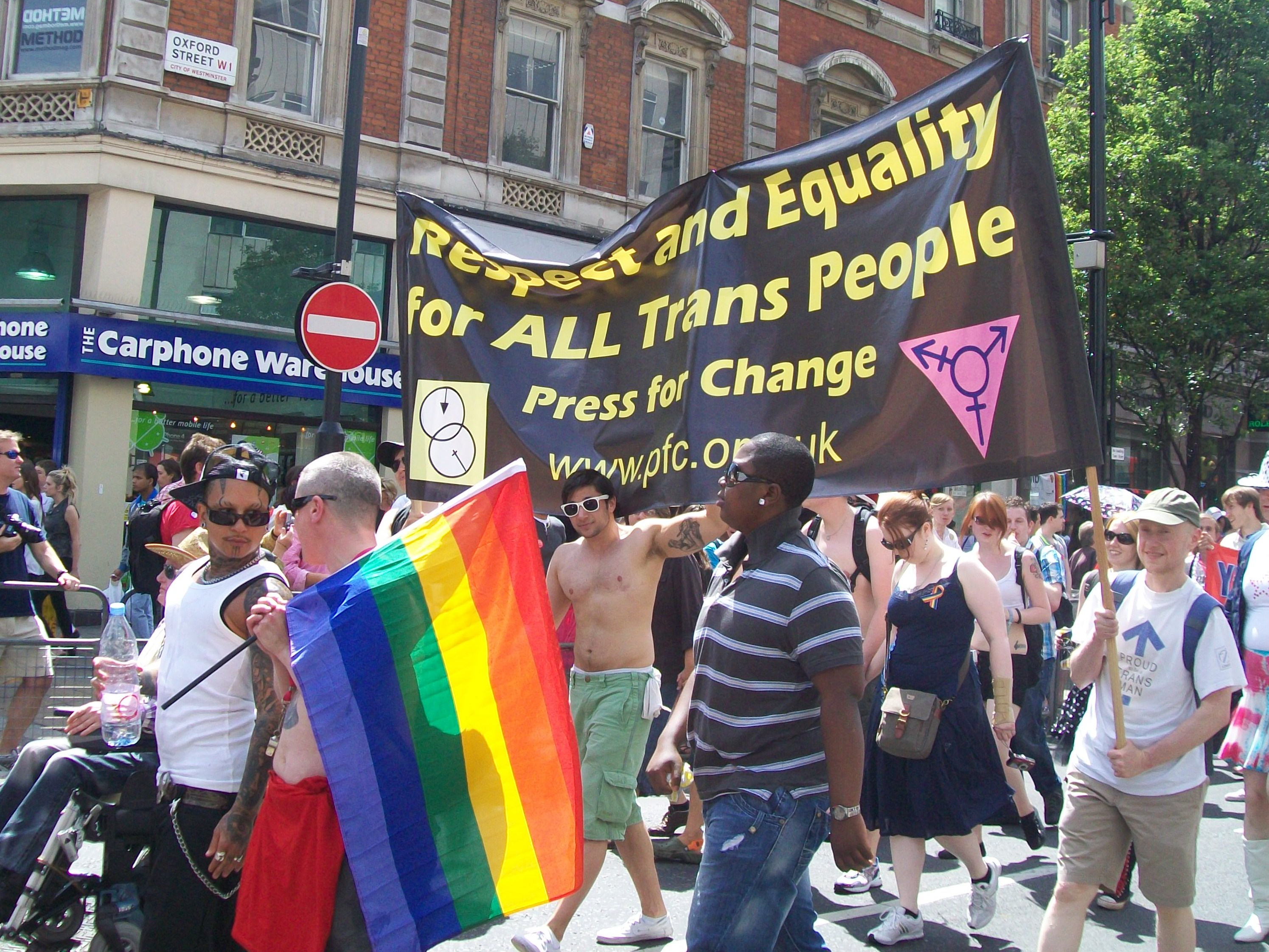
لندن سربلند، ۳ ژوئیه ۲۰۱۰ میلادی

جنبش حقوق تراجنس‌ها، جنبشی است برای ارتقای وضعیت قانونی تراجنس‌ها و از بین بردن تبعیض و خشونت علیه آن‌ها در مورد مسکن، اشتغال، اقامت عمومی، تحصیل و مراقبت‌های سلامتی. هدف اصلی فعالین تراجنسیتی‌ها، اجازه دادن به تغییرات در اسناد شناسایی است تا با هویت جنسیتی فعلی شخص بدون نیاز به جراحی تطبیق و بازتایید جنسیت یا هر نوع الزامات طبی، که بنام تشخیص خودی جنسیت یاد می‌شود، سازگاری داشته باشد. این جنبش بخشی از جنبش‌های وسیع‌تر اجتماعی دگرباشان جنسی است.

## مسائل مورد دغدغه

### قوانین مستراح عمومی
در ایالات متحده، موضوع «لایحه حمام» اولین بار در سال ۲۰۱۳ مورد توجه عام قرار گرفت، زمانی‌که بخش حقوق مدنی کولورادو به نفع کای ماتیس، یک شاگرد تراجنس شش ساله، حکم کرد که حق دارد از توالت دختران در مکتب ابتدائی خود در فونتن، کلرادو استفاده کند. این پرونده یک‌جا با ماتیس و خانواده‌اش، با پخش مستند Growing Up Coy دوباره در سال ۲۰۱۶ مورد توجه عام قرار گرفت.
در پی پرونده ماتیس، ایالت، قوانینی متعددی را پیشکش و تصویب نمودند که تراجنس‌ها را مکلف می‌سازد از مستراح‌های عمومی در مطابقت با جنسیت‌شان، همانگونه که حین تولد تعیین شده است، استفاده کنند. در جولای ۲۰۱۷، شانزده ایالت چنین لوایحی را در نظر گرفتند و یک ایالت، کارولینای شمالی، لایحه خود را به قانون مبدل کرد. لایحه داخلی ۲ کارولینای شمالی، یا HB2، در فبروری ۲۰۱۷ به قانون مبدل شد. HB2 سریعاً به‌عنوان اولین قانون در نوع خودش جلب توجه کرده و موجب محکومیت شدید گردید از جمله ابطال کنسرت‌ها و رویدادهای ورزشی توسط بروس اسپرینگستین و NCAA.‏ در میان مناقشات و آغاز به کار گورنر جدید کارولینای شمالی، این لایحه در ۳۰ مارس ۲۰۱۷ توسط قانون‌گذاران ایالت لغو شد.

### آموزش
رفتار با تراجنس‌ها در محیط آموزشی، نقطه محوری نگرانی‌های این جنبش است. در یک سروی لیسه‌های کانادا که بین سال‌های ۲۰۰۷ و ۲۰۰۹ صورت گرفت، ۷۴ درصد شاگردان که خود را تراجنس می‌خواندند گزارش دادند که هنگام اظهار جنسیت شان، آزارهای شفاهی شنیده‌اند، ۳۷ درصد هنگام اظهار جنسیت شان، آزار و اذیت فیزیکی گزارش دادند و ۴۹ درصد شاگردان تراجنس گزارش دادند که در یک سال گذشته در مکتب حد اقل یک بار آزار و اذیت جنسی را تجربه کرده‌اند.
در سال ۲۰۱۳ میلادی، کالج اسمیت، یک کالج هنرهای لیبرال ایالات متحده برای زنان، برای امتناع از پذیرش «کالیوپ وانگ»، دختر تراجنس، مورد انتقاد قرار گرفت. بعد از این حادثه، اداره کالج و فعالان دانشجویان یک مبارزه طولانی برای حقوق زنان تراجنسیتی را راه انداختند. اولین کالج زنان در ایالات متحده که پذیرش زنان تراجنسیتی را آغاز کرد، «کالج میلز» در سال ۲۰۱۴ میلادی بود که کالج «ماونت هولیوک» نیز در به فاصله نزدیکی در همان سال همین مسیر را رفتند. بعد از میلز و ماونت هولیوک، دانشگاه سیمونز، «اسکریپس کالج»، کالج برین ماور و کالج ولزلی سیاست‌شان را به منظور پذیرش دانشجویان تراجنسیتی تغییر دادند. کالج اسمیت و کالج بارنارد آخرین کالج‌های زنان ایالات متحده بودند که سیاست‌هایشان را بترتیب در ماه می و جون ۲۰۱۵، به منظور ثبت نام دانشجویان تراجنسیتی تغییر دادند. فعالان دانشجویان در کالج‌های زنان ایالات متحده اعتبار معرفی سیاست‌های همه شمول‌تر که اجازه پذیرش زنان تراجنسیتی در حوزه‌هایی را می‌داد که در طول تاریخ از آن محروم بودند، را بخود کسب کردند. ماونت هولیوک هم‌چنان جنسیت شمول باقی‌ماند و زنان تراجنسیتی، مردان تراجنسیتی و افراد غیر باینری را تحت سیاست «همه افراد به جز مردان هم‌سوجنسیتی» می‌پذیرد.

### آمار ظلم
در یک نظرسنجی که توسط «مرکز ملی برابری تراجنسیتی‌ها» و «کارگروه ملی هم‌جنس‌گرایان»، بنام «بی عدالتی در هر جناح: گزارشی از نظرسنجی ملی تبعیض علیه تراجنسیتی‌ها» راه اندازی شد، پاسخ دهندگان گزارش دادند که ۹۰ درصد آن‌ها تبعیض و اذیت را در محل کاری و در مدرسه تجربه کرده‌اند. جامعه تراجنسیتی‌ها، نرخ بی‌کاری دوبرابر اوسط ملی را تجربه می‌کنند. علاوه بر آن، از هر دوازده زن تراجنسیتی یکی و از هر هشت زن رنگین‌پوست تراجنسیتی یکی، در ملأ عام مورد حمله و ضرب و شتم قرار می‌گیرد.

### مراقبت‌های سلامتی
تمام انجمن‌های بزرگ طبی در ایالات متحده، نیاز طبی مراقبت‌های مربوط به انتقال را برای بهبود سلامت جسمی و روانی افراد تراجنسیتی برسمیت می‌شناسند و خواستار پوشش بیمه سلامت برای درمان نارسایی جنسیتی شده‌اند. در سال ۲۰۲۱ میلادی، آلاباما لایحه داخلی ۱، «مصوبه شفقت و محافظت از اطفال آسیب‌پذیر» را معرفی کرد تا تجویز داروهای مسدود کننده هورمون، تأخیر یا جلوگیری از بلوغ و «درمان جایگزینی هورمون»‏ (HRT) توسط پزشکان را جرم بپندارد. ارکانزاس مصوبه HB1570 یعنی «نجات نوجوانان از آزمایش‌ها»‏ (SAFE) را معرفی و تصویب کرد. مصوبه SAFE، پزشکان را از درمان افراد زیر ۱۸ سال با مراقبت‌های تأیید جنسیتی منع می‌کند. کارولینای شمالی SB 514‏ و اوکلاهاما SB 676،‏ ممنوعیت‌های طبی مشابهی را به عنوان لوایح قبلی اعمال کردند. اما محدودیت سنی را به افراد زیر ۲۱ سال توسعه دادند. در سال ۲۰۲۱، ۳۳ ایالت لوایحی را در ارتباط با تراجنسیتی‌ها معرفی کردند که اکثریت آن‌ها مشابه با لوایح فهرست شده قبلی بودند، این لوایح به منظور محدود سازی دسترسی به مراقبت‌های سلامت برای تراجنسیتی‌ها و جوانان، طرح شده‌اند.

### مردم رنگین‌پوست
تراجنسیتی‌های رنگین‌پوست اغلب با هویتی مواجه می‌شوند که تحت گمانه‌زنی، سوء ظن، شک و کنترل توسط پلیس قرار دارد. آن‌هایی که در جامعه تراجنسیتی قرار دارند اغلب از ثروت، توان، تجربه آمریکایی و سفیدپوست، که افراد جامعه غیر تراجنسیتی بر آن تمرکز دارند کنار گذاشته شده و به عنوان یک تراجنسیتی و هم‌چنین یک رنگین‌پوست مورد تبعیض قرار می‌گیرند.
از نظر تاریخی، این تا حدی به دلیل طرد شدن یک فرد توسط اعضای خانواده‌اش در سنین خردسالی است. به گفته «جولین ای. کوکن»، «دیوید اس. بیمبی» و «جفری تی. پارسونز» «اکثریت زنان تراجنسیتی رنگین‌پوست، بعد از اظهار کردن هویت تراجنسیتی‌شان، آزار و اذیت شفاهی و فیزیکی را از سوی اعضای خانواده تجربه می‌کنند».
از آن‌جایی که زنان رنگین‌پوست با تبعیض جنسیتی و نژادی هردو مواجه می‌شوند، کیفیت تجربه‌های آنان می‌تواند از زنان سفیدپوست تراجنسیتی جندر متفاوت باشد. خانواده‌های آفریقایی-آمریکایی و لاتین به صورت عمیق با سنت دینی وابسته اند، که می‌تواند منجر به تفکرات شدید و محافظه کارانه اجتماعی در مورد نقش‌های جندر، هم‌جنس‌گرایی و سنت‌گرایی گردد. علاوه بر آن، والدین نیز نگران آنند که فرزندان‌شان، به عنوان اقلیت‌های مضاعف، با مشکلات بیشتری مواجه نشوند.
برخی از راه‌های که تراجنسیتی‌های سفیدپوست نسبت به همتاهای غیر سفیدپوست شان، امتیاز بیشتری دارند عبارت از: خشونت‌های نژادی، دست‌مزد بهتر، نمایندگی بهتر و مزایای جنبش‌های اصلی رسانه‌ی. طبق یک نظرسنجی «ملی تبعیض تراجنسیتی»، ترکیبی از تعصبات ضد تراجنسیتی جندر و نژادپرستی فردی منجر به این می‌شود که تراجنسیتی‌های رنگین‌پوست، هنگام برخورد با پلیس در مقایسه با افراد سفیدپوست هم‌سوجنسی، ۶ برابر بیشتر در معرض خشونت فیزیکی قرار گیرند، دو ثلث قربانیان قتل دگرباشان جنسی زنان تراجنسیتی رنگین‌پوست هستند و رقم تکان دهنده ۷۸ درصد آن‌ها اقدام به خودکشی کرده‌اند. از میان ۱۷ قتل تراجنسیتی‌ها و دگرباشان جنسی در سال ۲۰۱۷ که این پروژه شمارش کرده‌است، ۱۶ آن افراد رنگین‌پوست؛ ۱۵ آن زنان تراجنسیتی؛ و ۱۳ آن زنان تراجنسیتی سیاه‌پوست بوده‌اند. نظرسنجی NCAVP هم‌چنین دریافته است که بازماندگان تراجنسیتی ۱٫۷ مرتبه بیشتر احتمال دارد نسبت به بازماندگان هم‌سوجنسی قربانی خشونت جنسی باشند. افراد تراجنسیتی/ دگرباشان جنسی نیز بیش از چهار برابر میانگین ملی انتانات HIV را گزارش داده‌اند (بترتیب، ۰٫۶ در مقایسه با ۲٫۶۴ درصد) که نرخ زنان تراجنسیتی (۳٫۷۶ درصد) و بیکارها (۴٫۶۷ درصد) حتی بیشتر است. تراجنسیتی‌های سیاه‌پوست بیشتر از این میانگین‌ها از HIV متأثر شده‌اند؛ ۲۰٫۲۳ درصد تراجنسیتی‌های مبتلا به HIV سیاه‌پوست اند. بر اساس نظرسنجی ملی تبعیض تراجنسیتی‌ها، ۴۱ درصد پاسخ دهندگان اقدام به خودکشی را در مقایسه با ۱٫۶ درصد کل جمعیت بی‌کار، دارای درآمد اندک و مورد حمله قرار گرفته (هم‌جنسی و هم فیزیکی) گزارش داده‌اند.